# Izaskun Azurmendi
Izaskun Azurmendi (Madrid, 1956) es una actriz española.

## Trayectoria profesional
Debutó ante las cámaras en el programa de Televisión española Pista Libre (1982-1984), dirigido por Paco Climent y con Teófanes Merchán, Tacho de la Calle y Nino Renovales como realizadores. Se trataba de una revista de actualidad semanal, con novedades culturales, tendencias y música dirigida a jóvenes entre 14 y 18 años y que presentó junto a Sandra Sutherland y Rafael Izurkiza.
Tras esa experiencia, se embarcó en otro proyecto en TVE, la adaptación del método de enseñanza de inglés Follow Through (1986), que presentaba junto al Profesor de inglés Juan Antonio Ollero dando vida a Cristina, entre buena y mala que manejaba a su antojo al profesor. El año siguiente hicieron lo propio con el método Que viene Muzzy, de la BBC dirigido a público infantil , con el personaje de Katty. Entre 1989 y 1990, repitió la experiencia con Ollero en el programa Un Rato de Inglés, en la que daba vida a Carlota, la regidora que reñía al profesor.
Su carrera posterior ha estado alejada de las cámaras y ha trabajado sobre todo en teatro, y como cuentacuentos (en 1997 se integró en el Trío Cuentista) además de impartir clases en la Real Escuela Superior de Arte Dramático de Madrid durante veintitrés años como profesora titular de técnica vocal, expresión oral y verso.
También participa en la serie de internet llamada "Monster Reality", en la que interpreta a una mosca mutante que vive en la casa del terror junto a otros monstruos tras un cataclismo nuclear.
Ha dedicado y dedica mucho tiempo a la investigación vocal, especialmente de la voz hablada, y en este recorrido ha estudiado también canto y piano. Su formación permanente le ha llevado a Francia, Inglaterra y Dinamarca en varias ocasiones, así como a Bolivia.
Como habilidades físicas, bailó y estudió jazz y danza contemporánea principalmente con Goyo Montero y Arnold Taraborelli. Es Instructora de Yoga Iyengar y tiene conocimientos de artes marciales, como el Tai-Chi y Kárate. Practica también Body-balance.
- Datos: Q5923670